# Феделе, Маттео
Маттео Феделе (итал. Matteo Fedele; 20 июля 1992, Лозанна, Швейцария) — швейцарский футболист, полузащитник клуба «Биркиркара».

## Клубная карьера
Феделе начал заниматься футболом в «Лозанне». В 2007 году присоединился к молодёжной команде французского «Лилля».
В 2009 году Маттео возвратился в Швейцарию, перейдя в «Сьон». В главной команде «Сьона» Феделе дебютировал 16 мая 2013 года в матче с «Грассхоппером». 11 мая 2014 года Феделе отметился забитым голом, ставшим для него первым в швейцарской Суперлиге.

## Карьера в сборной
4 сентября 2014 года Феделе провёл матч за молодёжную сборную Швейцарии против команды Украины в рамках отборочного цикла к молодёжному чемпионату Европы 2015 в Чехии. Маттео на 73 минуте встречи был удалён с поля.